# Vitalij Kuprij
Vitalij Kuprij, né le 7 juillet 1974, mort le 20 février 2024, est un pianiste, claviériste et compositeur américano-ukrainien. Il obtient de nombreux prix et récompenses.

## Discographie

### Albums solo
- High Definition (1997)
- Extreme Measures (1998)
- VK3 (1999)
- Works of Liszt and Chopin (2001)
- Forward and Beyond (2004)
- The Modern European Tradition (2005)
- Revenge (2005)
- Glacial Inferno (2007)
- Glacial Inferno & Revenge (compilation, 2007)
- 12 Months of the Year (2008)
- Journeys (2017)
- Bridges (avec Gary Ginsberg, 2019)
- Progression (2020)

### Collaboration avecGreg Howe
- Ascend  (1999)

### Ferrigno•Leal•Kuprij
- Promised Land  (2003)

### Ring of Fire
- The Oracle (2001)
- Burning Live in Tokyo (2002)
- Dreamtower (2003)
- Battle of Leningrad (2014)

### Artension
- Into the Eye of the Storm (1996)
- Phoenix Rising (1997)
- Forces of Nature (1999)
- Machine (2000)
- Sacred Pathways (2001)
- New Discovery (2002)
- Future World (2004)

### Trans-Siberian Orchestra
- Dreams of Fireflies (On a Christmas Night) (2012)
- Letters From the Labyrinth (2015)